# Білала Роланд Расель Еменович
Роланд Расель Еменович Білала (нар. 16 грудня 1990, Запоріжжя) — український футболіст конголезького походження, півзахисник, екс-гравець юнацької збірної України. Вихованець футбольних шкіл запорізького «Металурга» та київського «Динамо».

## Життєпис
Роланд Расель Білала народився у Запоріжжі в сім'ї українки та конголезця. Футболом почав займатися у ДЮФШ «Металург». Демонструючи досить пристойну результативність у змаганнях ДЮФЛ, привернув до себе увагу селекціонерів «Динамо» та продовжив навчання у динамівській академії, де також був серед провідних бомбардирів. Впевнена гра юнака не залишилася також поза увагою тренерів юнацької збірної. У 2007 році Білала дебютував на професійному рівні у складі «Динамо-3», провівши за сезон 12 матчів. У першій команді киян зіграв лише один поєдинок — 13 вересня 2008 року у розіграші Кубка України вийшов на поле за 15 хвилин до кінця гри проти мелітопольського «Олкома». Виступав переважно за дублюючий склад «Динамо», однак нічим особливим на фоні інших гравців не вирізнявся. У сезоні 2010/11 взагалі перестав потрапляти до складу, хоча тренувався з динамівськими резервістами.
Після отримання статусу вільного агента намагався закріпитися у шведському клубі «Норрчепінг», однак до підписання контракту справа так і не дійшла. Натомість з'явився варіант з виступами у складі молдавського «Тирасполя», де Роланд і провів наступний сезон. Прагнучи покращити своє становище Білала розірвав відносини з «Тирасполем», однак новий клуб так і не знайшов, залишившись майже на рік поза футболом. У липні 2013 року підписав контракт з клубом першої ліги чемпіонату України «УкрАгроКом».
З вересня 2014 року виступав за польський аматорський футбольний клуб «Ігрос Красноброд». 31 липня 2015 року підписав контракт із клубом другої ліги «Буковина» (Чернівці), яку залишив у лютому 2016 року, після чого став гравцем «Вереса», який покинув за згодою сторін у березні того ж року, не зігравши жодного матчу. У тому ж місяці підписав контракт зі «Скалою» з міста Стрий. 2 грудня 2016 року припинив співпрацю з командою. У березні 2017 року підписав контракт з клубом «Тернопіль».

## Досягнення
- Срібний призер молодіжної першості України: 2008/09
- Бронзовий призер молодіжної першості України: 2009/10